# Almaty
Almaty (en kazakh : Алматы; en russe : Алма-Ата), appelée Alma-Ata pendant la période soviétique, est la principale ville du Kazakhstan et son ancienne capitale, de 1929 à 1997.
Elle était également le centre administratif de l'oblys d'Almaty jusqu'en 2001. Elle est située dans le sud-est du pays, à 970 km au sud d'Astana, la capitale. Sa population s'élève à 2 292 333 habitants en 2025. La population est majoritairement russophone, le russe étant aussi langue officielle du pays.
Le nom de la ville signifie « Ville des pommes » : les vergers sont en effet nombreux dans la région, et l'origine des pommes consommées par le monde semble provenir de pommiers de la région.

## Origine du nom

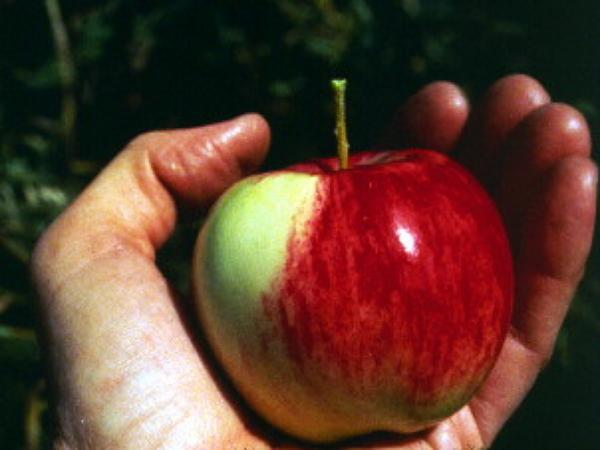
Malus sieversii, pomme de la région d'Almaty.

Le nom « Almaty » signifie « Ville des pommes », emprunté de la langue kazakhe. La version soviétique, « Alma-Ata » (Алма-Ата), signifiait quant à elle, littéralement, « Grand-père pomme » en kazakh.
En effet, la région est vraisemblablement le berceau ancestral de la version cultivée de ce faux-fruit qu'est la pomme. La pomme sauvage Malus sieversii, originaire des environs d'Almaty, y forme des forêts entières en cohabitation avec d'autres espèces de pommiers sauvages. De récentes analyses d'ADN prouvent qu'elle est l'ancêtre des pommes cultivées d'aujourd'hui. La richesse génétique unique à cette région en fait une manne salvatrice pour l'industrie mondiale de la pomme, menacée par la fragilité de ses cultivars envers les maladies.

## Géographie

### Localisation

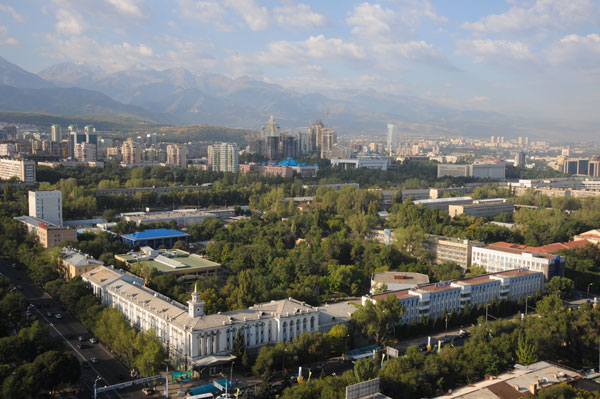
Vue sur la ville jusqu'aux monts du Tian Shan.

Almaty est située au centre de l'Eurasie, dans la partie sud-est de la république du Kazakhstan, au nord de la chaîne de montagne du Tian Shan. Le pic Talgar (4 979 m) du Trans-Ili Alataou est visible de toute la ville. À vol d'oiseau, elle n'est qu'à 66 kilomètres du Kirghizistan. Almaty se trouve à la même latitude que les villes de Marseille en France et de Vladivostok en Extrême-Orient russe. La ville occupe une situation de piémont et se trouve à une altitude comprise entre 650 et 950 mètres d'altitude. Au pied des montagnes, on trouve des champs de céréales, des plantations de tabac, des vignobles et des vergers. Les parcs, les jardins et les squares occupent une surface de plus de 8 000 hectares dans la ville.

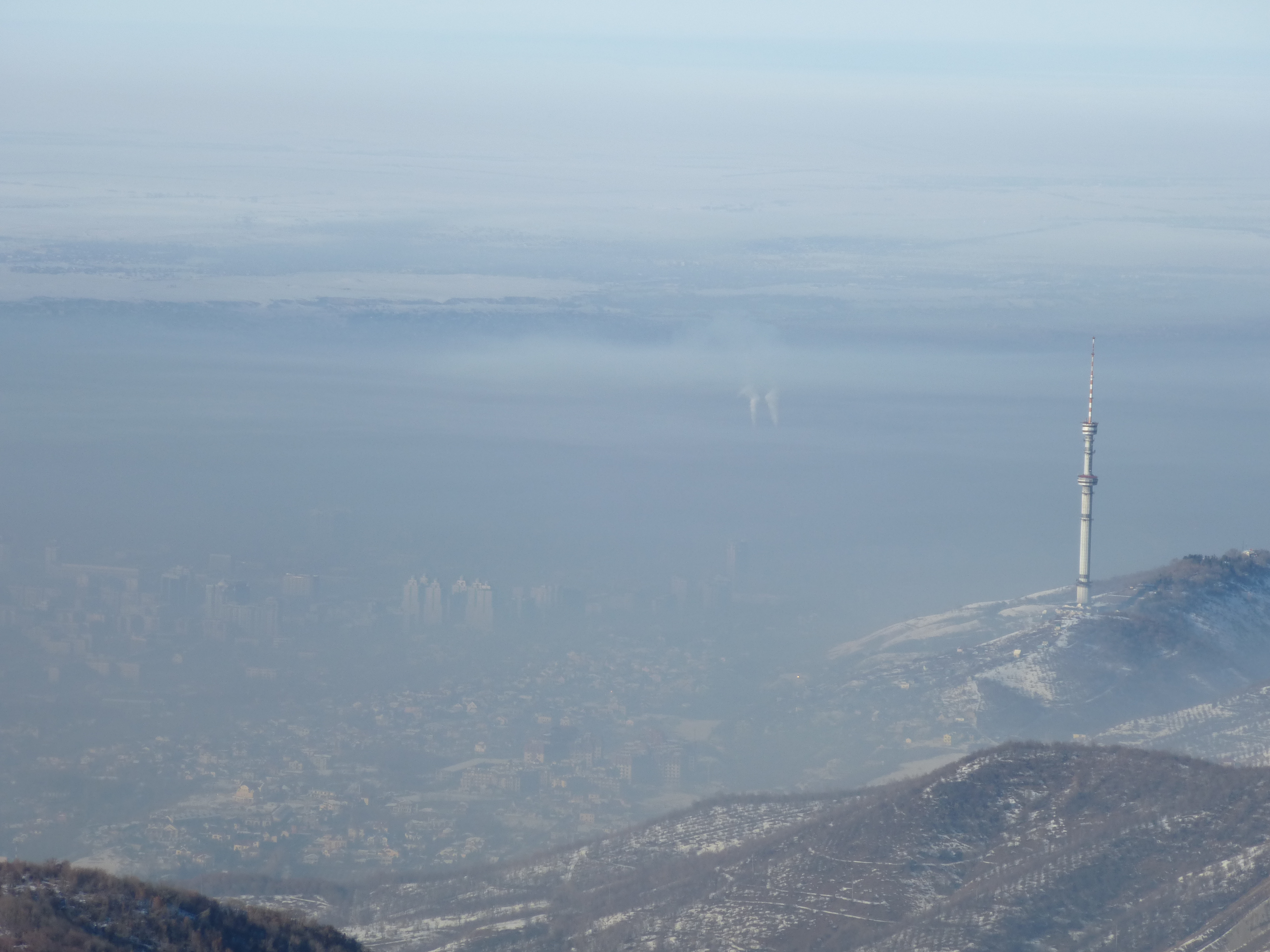
Smog au-dessus d'Alma-Ata. Vue de la montagne. À droite on voit la tour de télévision d'Almaty sur le mont Kok Tobe.

### Activité sismique
En raison de son emplacement juste au nord des montagnes Tian Shan, sur une plaque orogène, la région est sujette à de forts déplacements horizontaux et à une forte sismicité. La région d'Almaty est fréquemment touchée par des tremblements de terre, de sorte que la ville a été détruite à plusieurs reprises au cours des 200 dernières années,.
Durant les 125 dernières années, trois séismes destructeurs ont eu lieu dont l'épicentre était à moins de 130 kilomètres d'Almaty et dont l'intensité dans la ville est estimée entre 9 et 11 sur l'échelle Medvedev-Sponheuer-Karnik. À chaque séisme, la ville a été fortement détruite.

### Ressources hydrauliques
Le lac de Kapchagaï situé à 70 km au nord d'Almaty a une superficie de 1 847 km2 et sert de réservoir principal pour alimenter la ville en eau potable. L'Yssyk Koul est un lieu de détente qu'affectionnent les habitants d'Almaty.

### Situation écologique
Almaty est caractérisé par une situation écologique plutôt compliquée en raison de son emplacement dans un bassin. Des villes comme Athènes et Los Angeles présentent un caractère similaire. La ville a été initialement conçue pour 400 000 habitants alors qu'elle accueille une population de 2.2 millions de personnes au 1er janvier 2025.
À partir de l'été 2011, la ville a commencé à abattre de très nombreux arbres sains. Leur nombre a ainsi chuté de 1 900 000 (2006) à 1 371 000 (2012).

### Climat

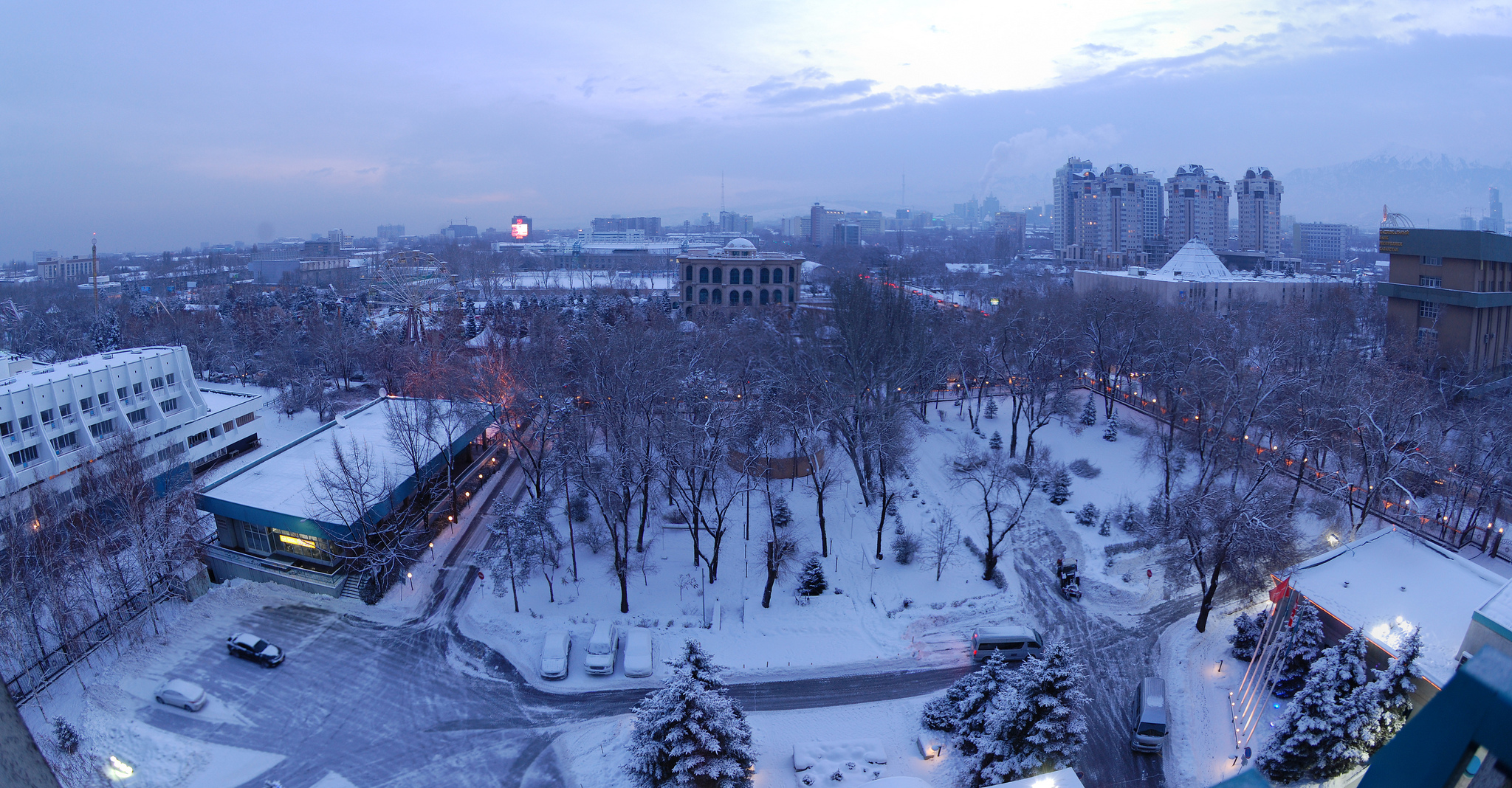
Almaty, hiver 2012.

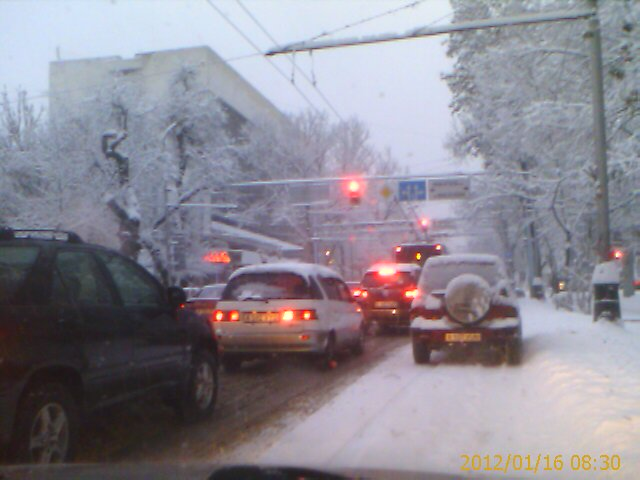
Almaty, hiver 2012.

Bien que le Kazakhstan subisse un climat continental, caractérisé par des hivers rudes et des étés torrides, les conditions climatiques à Almaty sont plus tempérées : les températures moyennes sont de −5 °C en hiver et de 24 °C en été. Les précipitations sont assez abondantes toute l'année. Le printemps est la saison la plus arrosée. La neige recouvre le sol en moyenne 101 jours par an.
- Température record la plus froide : −37,7 °C (février 1951) ;
- température record la plus chaude : 41,7 °C (juillet 1997) ;
- nombre moyen de jours avec de la neige dans l'année : 51 ;
- nombre moyen de jours de pluie dans l'année : 103 ;
- nombre moyen de jours avec de l'orage dans l'année : 30.

| Mois                                  | jan.       | fév.       | mars       | avril      | mai       | juin      | jui.      | août      | sep.      | oct.       | nov.       | déc.       | année      |
| ------------------------------------- | ---------- | ---------- | ---------- | ---------- | --------- | --------- | --------- | --------- | --------- | ---------- | ---------- | ---------- | ---------- |
| Température minimale moyenne (°C)     | −8,1       | −6,2       | −0,2       | 6,8        | 11,5      | 16,4      | 18,6      | 17,3      | 12        | 5,3        | −1         | −6,1       | 5,5        |
| Température moyenne (°C)              | −4,6       | −2,4       | 4,5        | 12,1       | 17,1      | 22,1      | 24,4      | 23,3      | 18        | 10,6       | 2,9        | −2,7       | 10,4       |
| Température maximale moyenne (°C)     | 0,5        | 2,7        | 9,9        | 17,8       | 22,9      | 27,9      | 30,5      | 29,7      | 24,5      | 16,9       | 8,1        | 2          | 16,1       |
| Record de froid (°C) date du record   | −30,1 1969 | −37,7 1951 | −24,8 1920 | −10,9 2003 | −7 1931   | 2 1927    | 7,3 1926  | 4,7 1978  | −3 1969   | −11,9 1987 | −34,1 1952 | −31,8 1952 | −37,7 1951 |
| Record de chaleur (°C) date du record | 16,8 1940  | 21,9 2016  | 29,8 2018  | 33,2 1946  | 35,8 2014 | 39,3 1977 | 41,7 1997 | 40,5 1944 | 38,1 1998 | 31,4 2015  | 26,5 2017  | 19,2 1989  | 41,7 1997  |
| Ensoleillement (h)                    | 118        | 119        | 147        | 194        | 241       | 280       | 306       | 294       | 245       | 184        | 127        | 101        | 2 356      |
| Précipitations (mm)                   | 34         | 43         | 73         | 113        | 99        | 59        | 43        | 34        | 28        | 49         | 55         | 44         | 674        |
| dont neige (cm)                       | 15         | 14         | 5          | 0          | 0         | 0         | 0         | 0         | 0         | 1          | 2          | 8          | 45         |
| Nombre de jours avec précipitations   | 4          | 5          | 11         | 14         | 15        | 15        | 15        | 10        | 9         | 10         | 8          | 6          | 122        |
| Humidité relative (%)                 | 77         | 77         | 71         | 59         | 56        | 49        | 46        | 45        | 49        | 64         | 74         | 79         | 62         |
| Nombre de jours avec neige            | 11         | 13         | 8          | 2          | 0,2       | 0         | 0         | 0,1       | 0,1       | 2          | 6          | 11         | 53         |
| Nombre de jours d'orage               | 0          | 0,1        | 0,4        | 2          | 6         | 8         | 9         | 5         | 1         | 0,3        | 0,1        | 0,1        | 32         |
| Nombre de jours avec brouillard       | 6          | 6          | 5          | 1          | 0,2       | 0,1       | 0,1       | 0,1       | 0,2       | 1          | 5          | 8          | 33         |

| Diagramme climatique                                  |           |           |            |            |            |            |            |          |           |         |         |
| J                                                     | F         | M         | A          | M          | J          | J          | A          | S        | O         | N       | D       |
| 0,5−8,134                                             | 2,7−6,243 | 9,9−0,273 | 17,86,8113 | 22,911,599 | 27,916,459 | 30,518,643 | 29,717,334 | 24,51228 | 16,95,349 | 8,1−155 | 2−6,144 |
| Moyennes : • Temp. maxi et mini °C • Précipitation mm |           |           |            |            |            |            |            |          |           |         |         |

## Histoire

### Préhistoire
À l'âge du bronze, les premiers agriculteurs et éleveurs s'établissent sur le territoire d'Almaty.
À la période des Sakas (peuple qui s'installe en Asie centrale au VIIe siècle av. J.-C. et y demeure jusqu'au début de notre ère), Almaty est choisie comme lieu de résidence par les tribus sakas et, plus tard, par les tribus wusuns qui habitaient au nord de la chaîne de Tian Shan. Témoignent de cette époque, de nombreux tumulus enterrés et les restes d'anciennes colonies, en particulier les monticules funéraires géants des chefs Saka. La découverte archéologique la plus importante est celle de l'Homme d'Or de la kourgane de Iessik. Pendant la période des Sakas et des Wusun, Almaty devient un centre éducatif.

### Moyen Âge
L'étape suivante de l'évolution d'Almaty eut lieu au Moyen Âge (VIIIe – Xe siècles) et fut caractérisée par le développement culturel de la ville, le changement de style de vie, le développement de l'agriculture et de l'artisanat. Plusieurs villes apparurent alors sur le territoire.
Du Xe au XIVe siècle, les établissements situés sur le territoire de la dite « Grande Almaty », sont situés le long des routes commerciales de la route de la soie. À ce moment-là, Almaty est devenue l'un des centres de commerce, d'artisanat et d'agriculture de la route de la soie. La ville est pour la première fois mentionnée sous le nom de « Almatu » dans des livres du XIIIe siècle.

### XVe-XVIIIesiècles
Du XVe au XVIIIe siècle, la ville est sur la voie du déclin en ce qui concerne les activités commerciales qui étaient condensées sur la route de la soie. Cette période fut emplie d'évènements politiques très importants qui ont eu un effet significatif sur l'histoire d'Almaty et du Kazakhstan. Ce fut une période cruciale pour les changements ethniques et politiques. L'État et la nation kazakhe furent fondés là, dans la région d'Almaty.
L'intervention des Dzungars sur ces terres a été dramatique, mais les efforts des Kazakhs afin de protéger leur pays et leur indépendance ont suffi à repousser ce peuple. En 1730, les Kazakhs ont vaincu les Dzungars dans les montagnes d'Anyrakay, à 70 kilomètres au nord-ouest d'Almaty. Ce fut un moment critique de la guerre entre les Kazakhs et les Dzungars.

### Fondation de Verniy
Le 4 février 1854, la nouvelle histoire de la ville a commencé avec le renforcement de l'influence russe qui construisit le Fort Zailiysky, à proximité de la chaîne de montagnes Zailiysky Alataou entre les rivières Bolchaïa et Malaïa Almatinka. La construction du Fort Zailiysky fut presque finie à l'automne 1854 et rebaptisé Verniy (littéralement « fidèle ») quelques mois plus tard. C'était un fort en forme de pentagone et l'un de ses côtés a été construit le long de la Malaïa Almatinka. Plus tard, les remparts de bois furent remplacés par des murs de pierre dans lesquels il y avait des meurtrières. La plupart des installations (habitats…) furent construits autour de ce bâtiment.
En 1855, les premiers Kazakhs déportés arrivèrent à Verniy dans le Turkestan russe. À partir de 1856, Verniy commença à accepter des personnes d'origine russe. Ils fondèrent le village de Bolchaïa Almatinskaïa Stanitsa à proximité des fortifications. L'afflux de migrants fut croissant et donna lieu à la construction des quartiers de Malaïa Almatinskaïa Stanitsa et Tatarskaïa Sloboda (« faubourg tatar » en français).
En 1867, le Fort Verniy, devenu capitale de l’oblast de Semiretchie, fut transformé en une ville appelée Almatinsk. Cependant, la population n'aimait pas le nouveau nom de la ville et la ville fut rapidement renommée Verniy.
Selon le premier plan de la ville, les dimensions étaient de deux kilomètres au sud le long de la rivière Almatinka et s'étendaient de trois kilomètres vers l'ouest. La nouvelle ville fut divisée en plusieurs parties résidentielles, chacune divisée en quartiers. On pouvait y distinguer trois sortes de bâtiments. Les bâtiments de première et seconde catégorie avaient un ou deux étages. Les bâtiments de catégories I et II étaient construits dans et autour du centre de la ville.
Le 28 mai 1887, à quatre heures du matin, un tremblement de terre détruisit pratiquement tout Verniy en onze à douze minutes. Les bâtiments en briques furent presque tous endommagés. Ce tremblement de terre détériora l'image de la ville. La conséquence fut que les gens eurent tendance à construire des bâtiments en bois d'un seul étage.

### Almaty auXXesiècle

#### Almaty de larévolution de 1917jusqu'à laSeconde Guerre mondiale.
En 1921, une réunion fut organisée entre un représentant de l'administration régionale et sous-régionale des institutions, des professionnels des métiers et la population musulmane. Cette réunion eut pour but d'attribuer un nouveau nom à Verniy : Alma-Ata.
En 1926, le Conseil du travail et de la défense a approuvé la construction du chemin de fer reliant le Turkménistan et la Sibérie, le Turksib. Ce chemin de fer était un élément crucial pour la reconstruction de la république, surtout à l'est et au sud-est du pays. La construction du chemin de fer Turkménistan-Sibérie avait aussi un aspect économique important qui fera en 1929 d'Alma-Ata la capitale de la République socialiste soviétique kazakhe.
En 1927, Léon Trotski est exclu du parti et est assigné dans une résidence d'Alma-Ata, où il écrira plusieurs chapitres de son livre La Révolution permanente. Il sera finalement expulsé de l'Union soviétique par Staline en 1929.
En 1930, la construction d'une grande route et du chemin de fer jusqu'à la gare d'Alma-Ata s'achevèrent.

#### Almaty pendant la Seconde Guerre mondiale

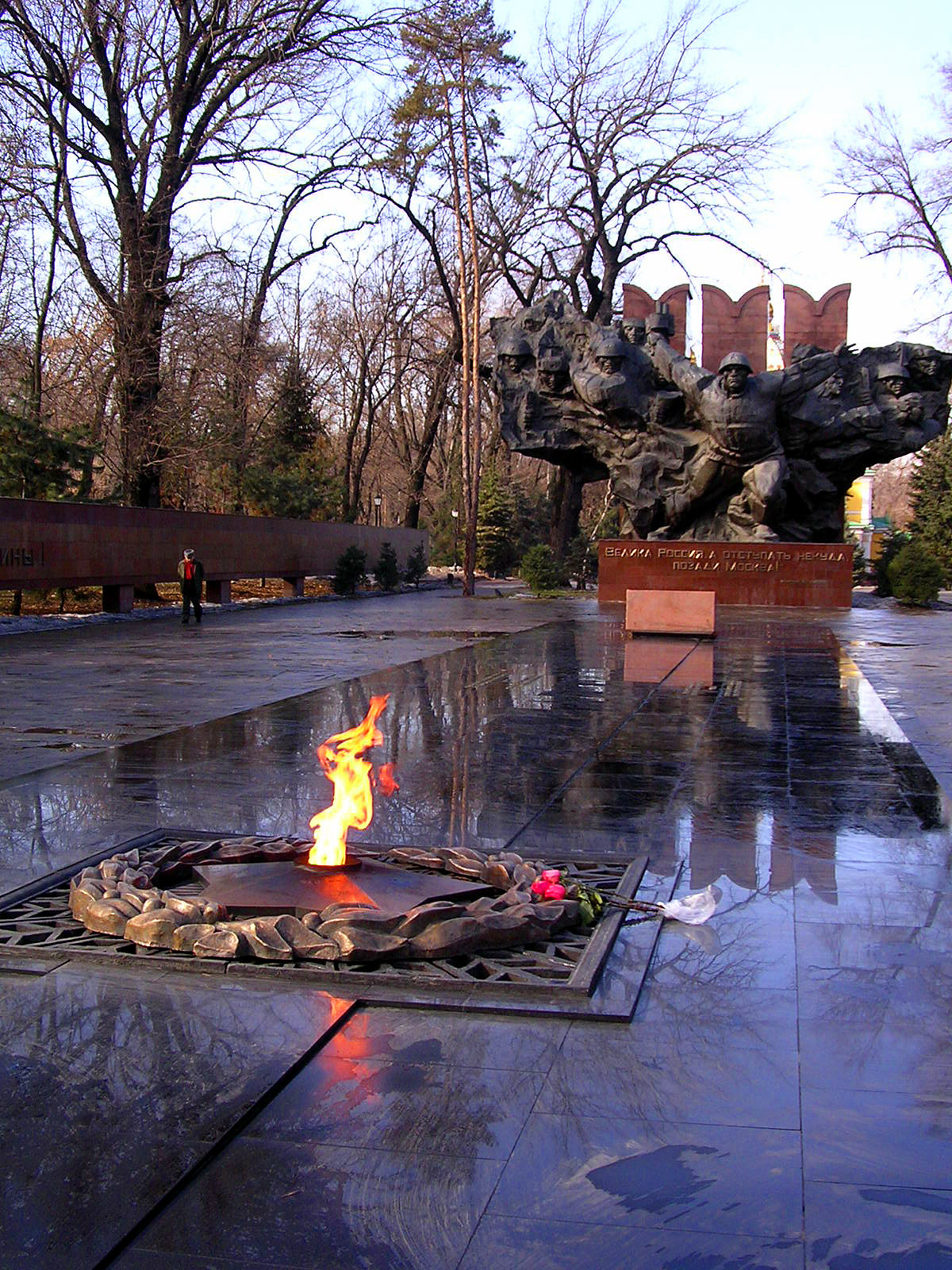
Flamme éternelle dans le parc Panfilov.

Pendant la Seconde Guerre mondiale, le territoire de la ville s'est largement étendu. Pour organiser le front industriel et concentrer les ressources matérielles, le stock a été mis dans les habitations de vingt-six mille personnes évacuées. Alma-Ata disposait de trente installations industrielles, huit hôpitaux, quinze instituts, universités et écoles techniques, environ vingt institutions culturelles, etc. Les sociétés de production cinématographique de Leningrad, Kiev et Moscou ont également été évacuées à Alma-Ata.
Pour l'effort de guerre, plus de cinquante-deux mille résidents d'Alma-Ata ont reçu un travail et 48 d'entre eux se sont vu décerner le titre de Héros de l'Union soviétique. Trois divisions de carabiniers ont été formées à Alma-Ata, dont la célèbre 8e division de Panfilov. Trois régiments d'aviation ont, eux aussi, été formés sur la base aérienne d'Alma-Ata.

#### Almaty de 1945 à 2000
De 1966 à 1971, le centre-ville possède 1 400 000 mètres carrés de logements publics. Chaque année, environ 300 000 mètres carrés sont construits. Ces bâtiments de plusieurs étages sont conçus pour résister aux tremblements de terre. À cette époque, beaucoup d'écoles, d'hôpitaux, centres culturels et centres de divertissements sont construits (par exemple : le palais de Lénine, l'hôtel Kazakhstan, le complexe sportif Medeo, etc.).
Le 12 septembre 1978, la Conférence internationale sur les soins de santé primaires réunie à Alma-Ata établit la célèbre déclaration d'Alma-Ata, soulignant la nécessité d'une action urgente de tous les gouvernements, de tout le personnel des secteurs de la santé et du développement ainsi que de la communauté internationale pour protéger et promouvoir la santé de tous les peuples du monde.
Depuis 1981, le projet de construction du métro d'Almaty est réalisé (kazakh : Алматы метрополитені, Almaty Metropoliteni).
Le 21 décembre 1991, les dirigeants de onze républiques soviétiques y signent l'acte de dissolution de l'URSS. Almaty devient alors la capitale du Kazakhstan indépendant.
En 1993, le gouvernement décida de renommer Alma-Ata en Almaty.
En 1997, le président de la République du Kazakhstan, Noursoultan Nazarbaïev signe le décret de transfert de la capitale d'Almaty vers Astana. Les raisons avancées sont la vulnérabilité aux séismes, et la proximité des monts Tian, qui limitent le développement urbain. Mais la géopolitique a aussi joué un rôle important. Beaucoup pensent que le président Nazarbaïev craignait des visées territoriales russes sur le Nord du Kazakhstan, où habite une grande partie de l'importante minorité russe du pays. De toute façon, peu de gens étaient disposés ou en mesure de défier l'autorité du chef de l'État.
Le 1er juillet 1998, une loi concernant le statut spécial de la ville est votée. Almaty est considérée comme un foyer scientifique, culturel, historique, financier et industriel du pays. Mais, la même année, elle perd son statut de capitale politique du Kazakhstan au profit d'Akmola rebaptisée Astana.

### Almaty auXXIesiècle
La ville devient l’épicentre de la révolte de 2022 au Kazakhstan, qui fait des dizaines de morts parmi les manifestants et policiers et des milliers d'arrestations.

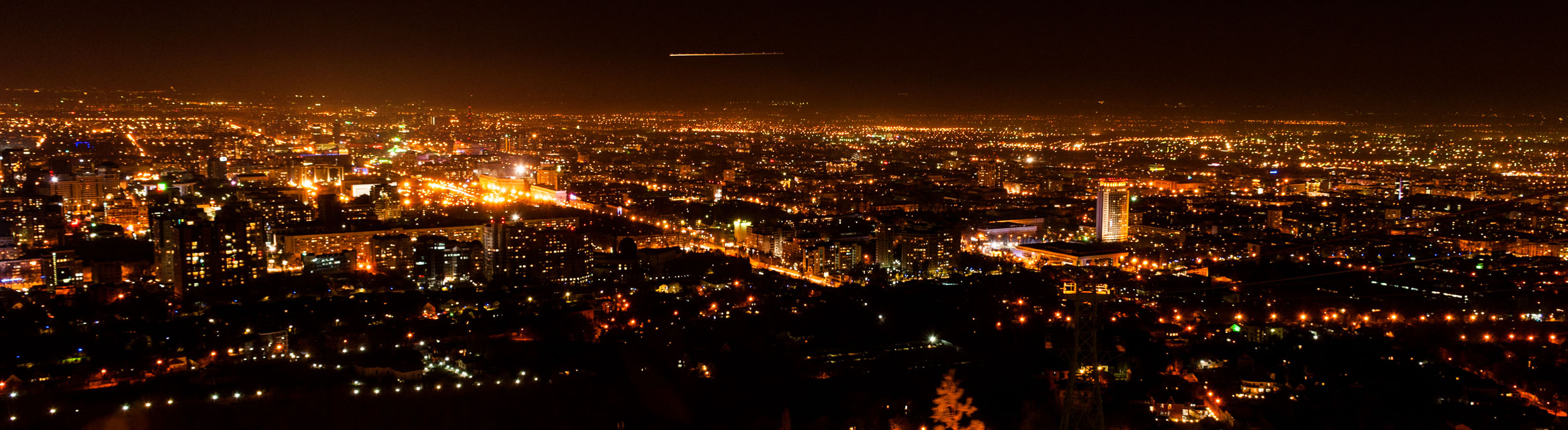
Vue de nuit de la ville d'Almaty.

## Population

### Démographie
Recensements (*) ou estimations de la population :
| 1897*  | 1910   | 1920   | 1939*   | 1959*    |
| ------ | ------ | ------ | ------- | -------- |
| 22 700 | 35 500 | 47 400 | 221 600 | 457 709, |

| 1970*   | 1979*   | 1989*      | 1999*     | 2009*     |
| ------- | ------- | ---------- | --------- | --------- |
| 729 633 | 909 644 | 1 127 884, | 1 130 621 | 1 365 632 |

| 2013      | 2014      | 2015      | 2016      | 2019      |
| --------- | --------- | --------- | --------- | --------- |
| 1 477 564 | 1 507 737 | 1 642 300 | 1 703 481 | 1 854 656 |

| 2020      | 2021      | - | - | - |
| --------- | --------- | - | - | - |
| 1 916 822 | 1 977 011 | - | - | - |

### Composition ethnique
|             | 1989      | 1989    | 1999      | 1999    | 2009      | 2009    | 2018      | 2018    |
|             | Hab.      | %       | 1999      | %       | Hab.      | %       | Hab       | %       |
| ----------- | --------- | ------- | --------- | ------- | --------- | ------- | --------- | ------- |
| Kazakhs     | 255 133   | 23,80%  | 434 397   | 38,46%  | 724 202   | 53,03%  | 1 120 532 | 60,42%  |
| Russes      | 615 365   | 57,41%  | 510 366   | 45,19%  | 452 947   | 33,17%  | 468 059   | 25,24%  |
| Ouïghours   | 43 351    | 4,04%   | 60 427    | 5,35%   | 71 245    | 5,22%   | 101 059   | 5,45%   |
| Coréens     | 14 931    | 1,39%   | 19 090    | 1,69%   | 24 610    | 1,80%   | 34 089    | 1,84%   |
| Tatars      | 25 329    | 2,36%   | 24 770    | 2,19%   | 20 865    | 1,53%   | 24 733    | 1,33%   |
| Azéris      | 5 451     | 0,51%   | 6 529     | 0,58%   | 7 430     | 0,54%   | 13 344    | 0,72%   |
| Ouzbeks     | 4 684     | 0,44%   | 4 304     | 0,38%   | 6 849     | 0,50%   | 12 034    | 0,65%   |
| Ukrainiens  | 42 243    | 3,94%   | 22 835    | 2,02%   | 11 903    | 0,87%   | 10 412    | 0,56%   |
| Dounganes   | 2 258     | 0,21%   | 4 565     | 0,40%   | 6 223     | 0,46%   | 10 340    | 0,55%   |
| Turcs       | 1 689     | 0,16%   | 3 128     | 0,28%   | 5 065     | 0,37%   | 9 618     | 0,52%   |
| Kirghizes   | 1 430     | 0,13%   | 997       | 0,09%   | 4 488     | 0,33%   | 8 738     | 0,47%   |
| Allemands   | 20 806    | 1,94%   | 9 390     | 0,83%   | 5 743     | 0,42%   | 7 564     | 0,41%   |
| Kurdes      | 883       | 0,08%   | 1 356     | 0,12%   | 1 962     | 0,14%   | 3 941     | 0,21%   |
| Tchétchènes | 2 194     | 0,20%   | 2 304     | 0,20%   | 2 182     | 0,16%   | 2 920     | 0,16%   |
| Ingouches   | 2 621     | 0,24%   | 2 746     | 0,24%   | 2 321     | 0,17%   | 2 756     | 0,15%   |
| Arméniens   | 2 346     | 0,22%   | 2 144     | 0,19%   | 1 917     | 0,14%   | 2 242     | 0,12%   |
| Biélorusses | 6 912     | 0,64%   | 3 438     | 0,30%   | 1 782     | 0,13%   | 1 567     | 0,08%   |
| autres      | 24 301    | 2,27%   | 16 570    | 1,47%   | 13 898    | 1,02%   | 20 708    | 1,12%   |
| Total       | 1 071 927 | 100,00% | 1 129 356 | 100,00% | 1 365 632 | 100,00% | 1 854 656 | 100,00% |
| Sources:    |           |         |           |         |           |         |           |         |

## Architecture et paysages
Le paysage urbain est très varié.

### Lieux et monuments
Voici certains lieux et monuments remarquables :
- parc central de la culture et des loisirs ;
- parc des 28 gardes de Panfilov ;
- mont Kok Tobe ;
- Tour de télévision d'Almaty ;
- patinoire de Medeo ;
- station de Chimbulak ;
- opéra Abaï ;
- cathédrale Zenkov ;
- musée national des instruments de musique ;
- gare Almaty-1 ;
- gare Almaty-2 ;
- musée central d'État du Kazakhstan ;
- mosquée centrale d'Almaty ;
- musée Aouézov ;
- musée d'État des arts Abilkhan Kasteyev ;
- cirque national d'Almaty ;
- cathédrale Saint-Nicolas ;
- canyon de Charyn ;
- Petit Almaty (ru) ;
- cathédrale Sainte-Sophie.

- Les fontaines. Selon la ville et le ministère des Ressources naturelles et de l'utilisation des ressources de gestion, depuis 2007, la ville a 125 fontaines groupées ou isolées. Parmi elles, se trouve la fontaine « Calendrier Oriental », dont les douze sculptures représentent douze animaux[21] ;
- Léon Trotski et sa femme vécurent à Almaty après leur bannissement par Staline ; Léonid Brejnev y a également habité à l'époque où il était premier secrétaire du parti communiste dans la région[22].

### Galerie photographique

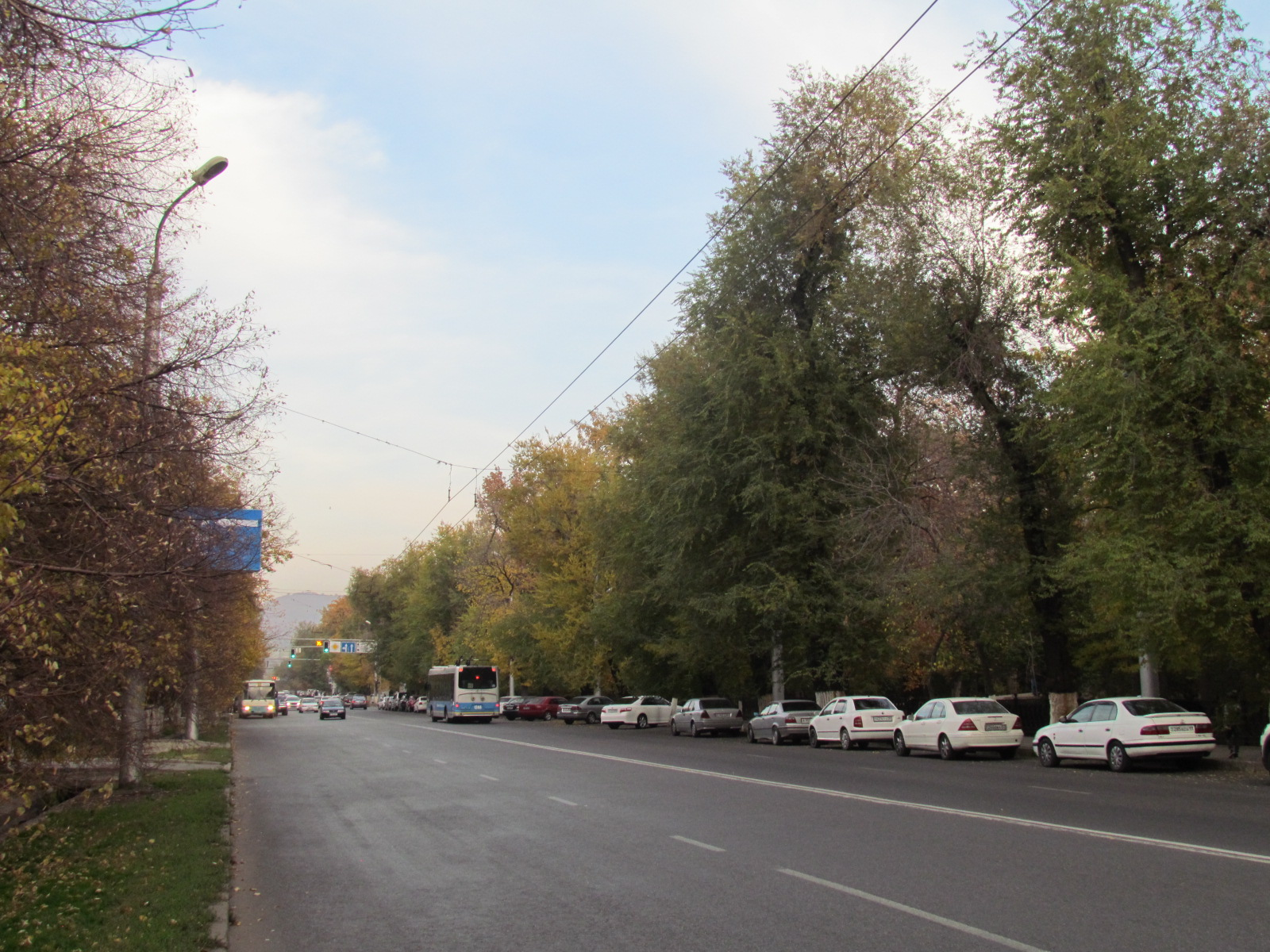
La rue Gogol (ru).
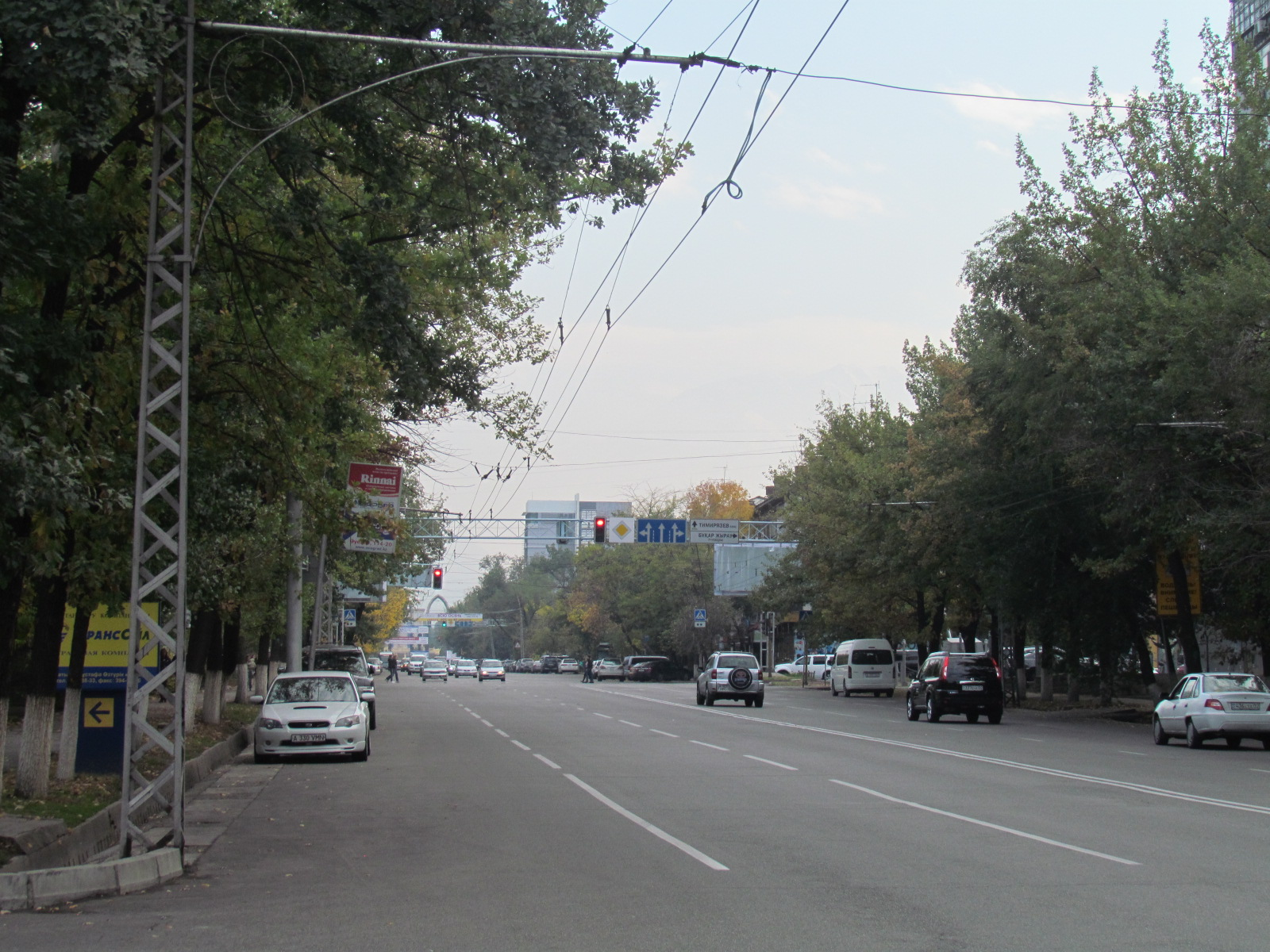
La rue Aouézov (ru).
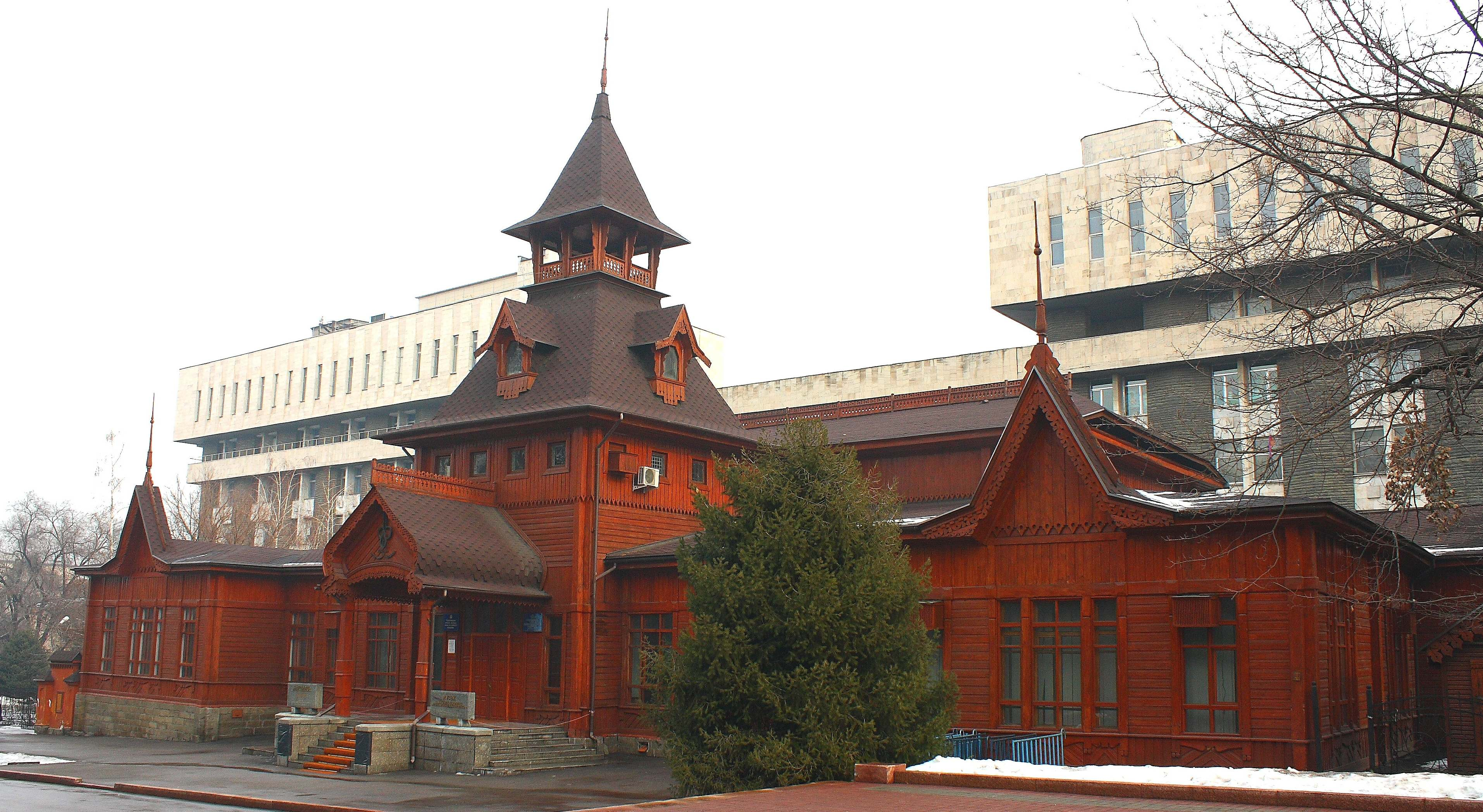
Le musée national des instruments de musique.
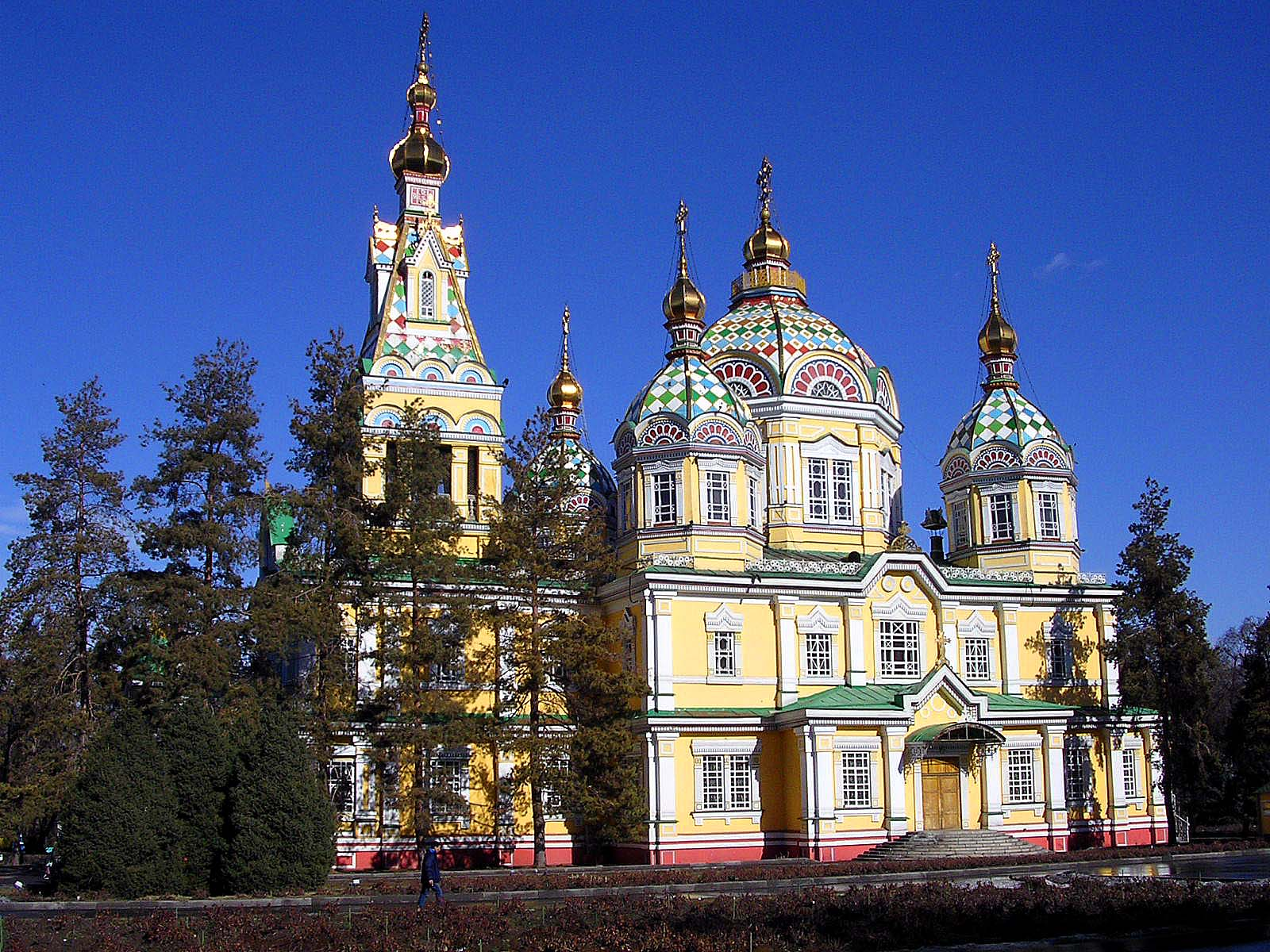
La cathédrale Zenkov.
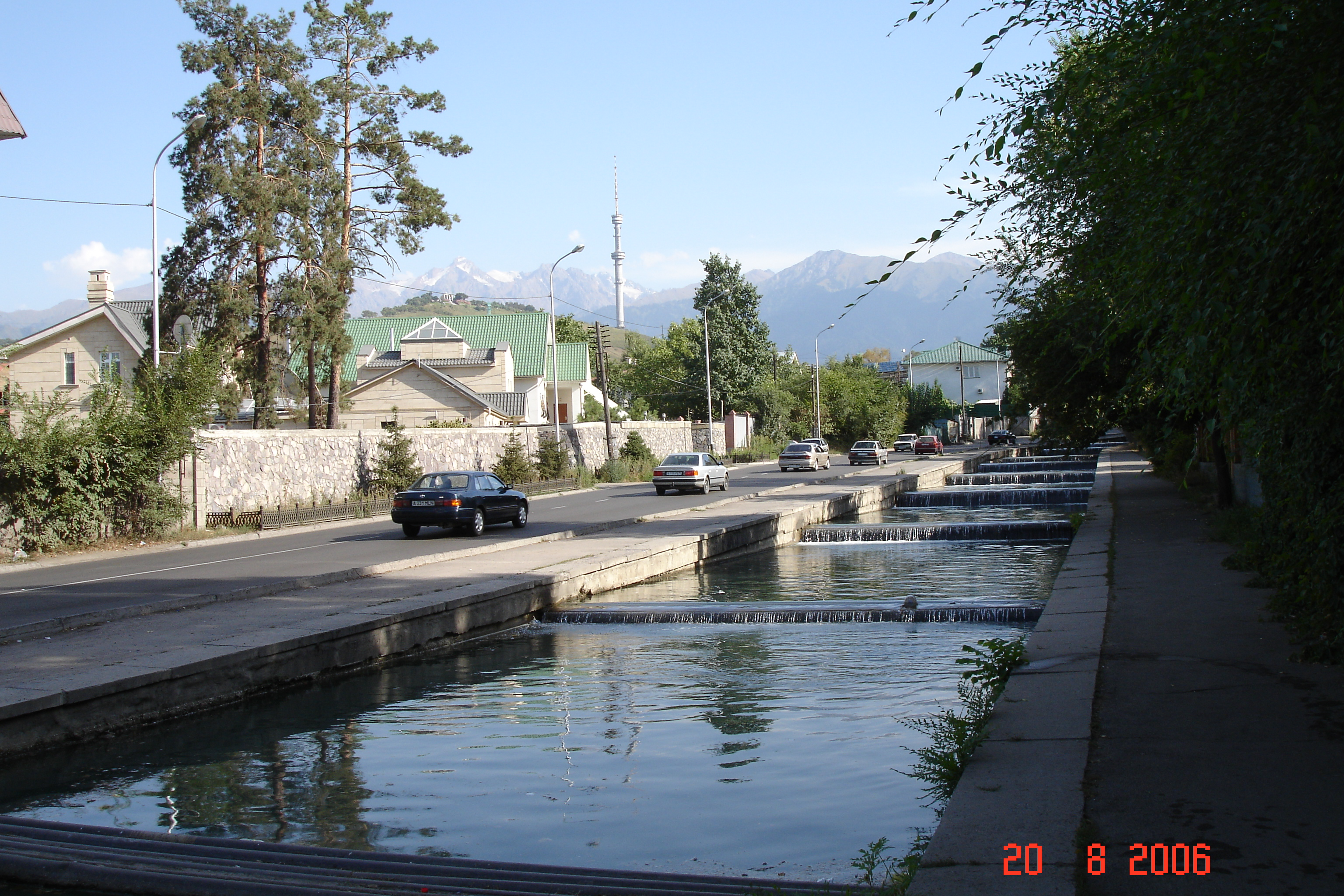
Le quartier du Petit Almaty à Almaty.
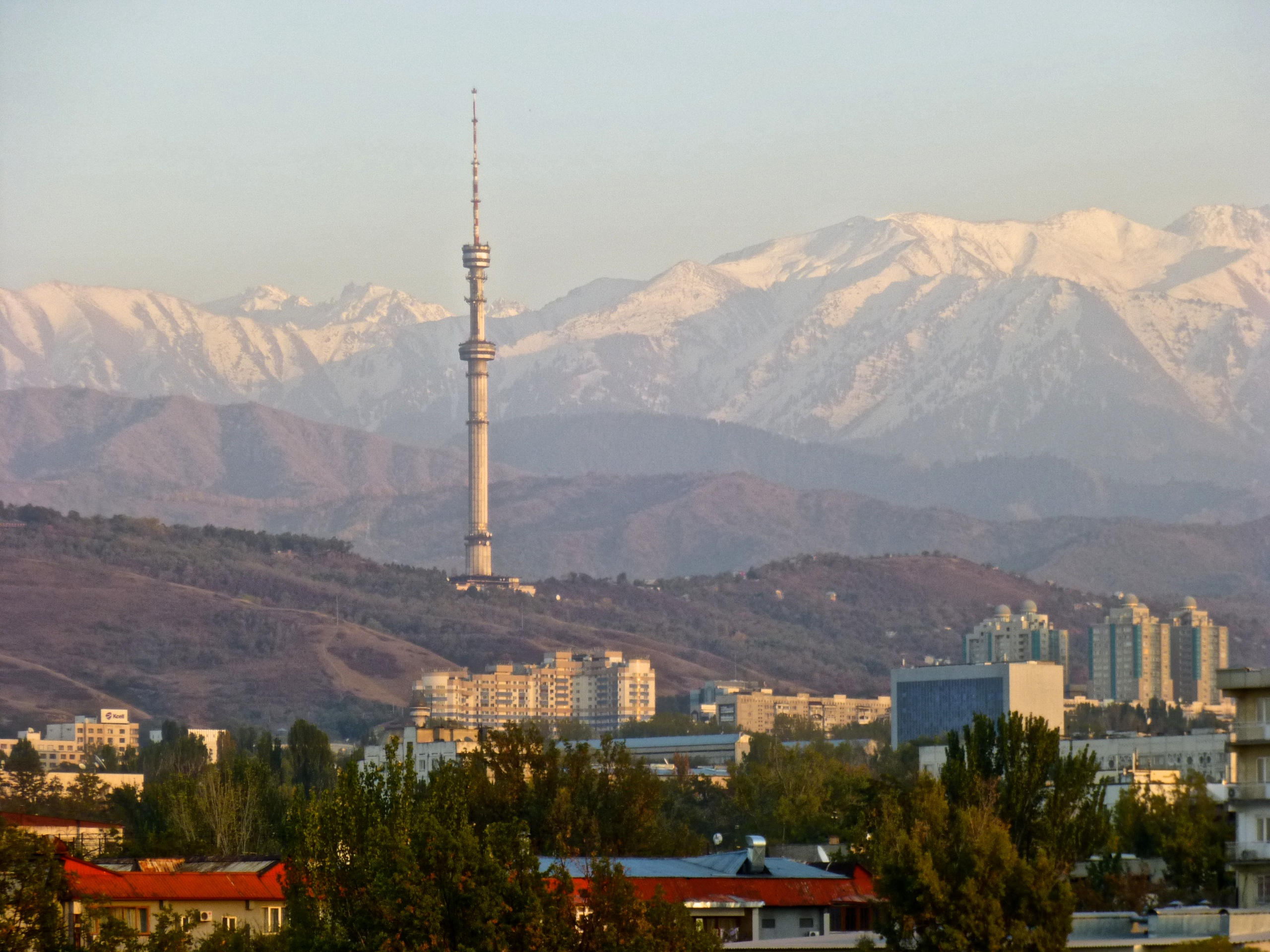
La tour de télévision d'Almaty.
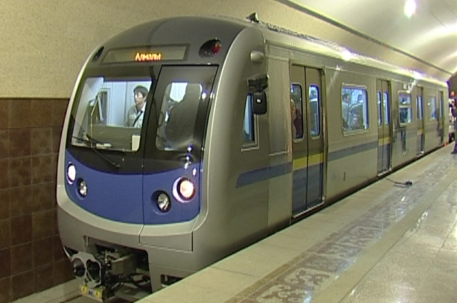
Le métro d'Almaty.

## Économie
Almaty est l'un des centres économiques du Kazakhstan. Le produit national brut par habitant s'élève à 4 684 $US et est donc beaucoup plus élevé que la moyenne nationale. Almaty génère environ 20 % du PNB du Kazakhstan (soit 36 milliards de dollars en 2010).
La plus grande partie du produit brut provient du secteur des services (77 %). Almaty est un important centre financier d'Asie centrale et elle abrite la Bourse du Kazakhstan. En 2012, une étude GaWC la considère comme une ville mondiale.
L'industrie représente 32,9 %. Le secteur agricole est de moins de 0,1 %. La structure de la production industrielle se présente comme suit :
| Branches de production                  | Pourcentage |
| --------------------------------------- | ----------- |
| Production d'aliments                   | 38,0 %      |
| Mécanique                               | 15,4 %      |
| Bois, papier et imprimerie              | 10,3 %      |
| Métallurgie                             | 10,3 %      |

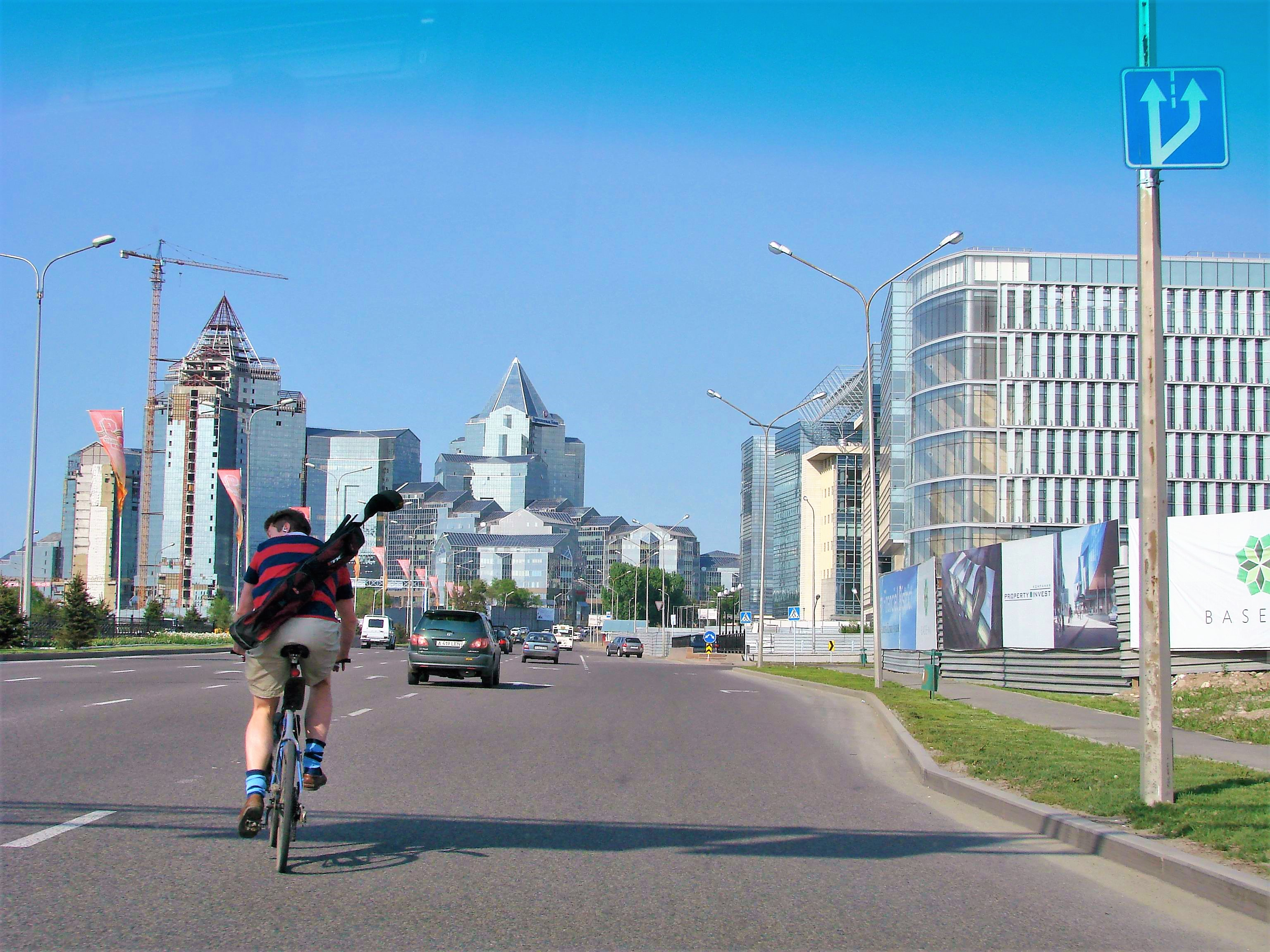
La rue Al Farabi en 2009.

| Industrie des matériaux de construction | 7,6 %       |

Au 1er janvier 2005, la ville compte 168 grandes et moyennes entreprises, qui représentent pratiquement 78 % de la production de la ville. La palette de la production des biens industriels est très large. L'industrie agroalimentaire produit du thé, du vin, des confiseries, des pâtes, du lait et de la viande. On y produit dans d'autres domaines : des machines à laver, des téléviseurs, des tapis, des chaussures de cuir, des briques, des structures métalliques, etc.
En 2004, le commerce extérieur a rapporté 5 294,6 millions de dollars. Le taux de chômage était de 8,9 % et les salaires moyens étaient de 192 $US par mois. Environ 577 000 personnes étaient actives en 2003 à Almaty.

## Transports

### Transport aérien

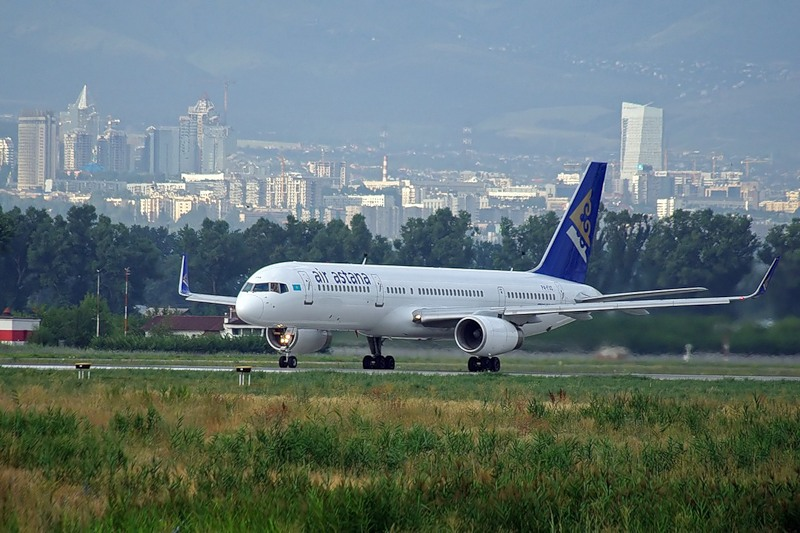
Décollage à l'aéroport d'Almaty.

Almaty possède un aéroport international : l'aéroport International d'Almaty (code AITA : ALA). Il est situé à environ 18 kilomètres du centre d'Almaty.

### Transport ferroviaire
La ville possède deux gares : les gares Almaty-1 et Almaty-2 :
- Almaty-1 est une station de transit sur le chemin de la région sibérienne de la Russie en Asie centrale, situé dans la partie nord de la ville ;
- Almaty-2 est une gare située à proximité du centre-ville et est conçu pour les passagers voyageant à Alma-Ata.

### Transport routier
Les routes européennes E40 et E125 traversent Almaty et la E011 y débute.

### Transport métropolitain
Les bus et le métro d'Almaty assurent les transports en commun locaux. Depuis l'ouverture du métro, seules 2 lignes, sur les 10 lignes du tramway ouvert en 1937, fonctionnent encore sur 23 km.
Le système Almaty-bike propose des vélos en libre-service pour parcourir la ville.

## Culture

### Lieux culturels
Almaty compte de nombreuses salles de spectacle et musées dont les suivants :
- théâtre Aouézov ;
- théâtre coréen de la comédie musicale ;
- théâtre Musirepov pour la jeunesse ;
- théâtre Ouïghour d'Almaty ;
- opéra Abaï ;
- cirque national d'Almaty ;
- musée Aouézov ;
- musée central d'État du Kazakhstan ;
- musée d'État des arts Abilkhan Kasteyev ;
- musée national des instruments de musique du Kazakhstan ;
- théâtre Artichoc.

## Cultes
- sunnite : mosquées, dont la mosquée centrale d'Almaty ;
- orthodoxe : cathédrale de l'Assomption et plusieurs églises paroissiales ;
- catholique : cathédrale de la Très-Sainte-Trinité et paroisse Notre-Dame[27] dépendant du diocèse d'Almaty ;
- protestants.

## Universités
- université d'État d'Almaty (en) ;
- université Alma ;
- université internationale des technologies de l'information (IITU) ;
- université technique khasakho-anglaise (en) (KBTU) ;
- université du commerce international ;
- université nationale kazakhe de médecine (en) ;
- Institut de génie électrique et des télécommunications ;
- université nationale kazakhe de technologie (KazNTU) ;
- université nationale kazakhe Al-Farabi (KazNU) ;
- université Suleyman Demirel (en) (SDU) ;
- université KIMEP (KIMEP) ;
- université kazakho-américaine (KAU) ;
- Académie nationale kazakhe des arts (en) ;
- Académie nationale kazakhe des sciences ;
- Académie kazakhe du travail et des relations sociales (ru) ;
- université nationale kazakhe des sciences de l’éducation (en) ;
- université Turan (en) ;
- université des relations internationales et des langues du monde (en) (КазУМОиМЯ) ;
- université d'Asie centrale (ЦАУ) ;
- université kazakho-allemande (de) (DKU) ;
- Académie kazakhe d'architecture et de génie civil (en) ;
- université kazakhe d'économie (en) (KazEU, Narhoz) ;
- université nationale kazakhe d'agronomie (en) (SHI, AEZVI) ;

## Personnalités liées à Almaty
- Akhmed-bey Pepinov (1893-1937), personnalité publique et politique azerbaïdjanaise, est mort à Almaty.
- Vladimir Jirinovski (1946-2022), homme politique russe.

Rabbi Lévi itshak schneerson pere du Rabbi de Louvavitch rip 1944 à almaty
- Akhmetjan Iessimov (1950-), maire de la ville
- Kassym-Jomart Tokaïev (1953-), homme politique kazakh.
- Shamil Serikov (1956-1989), champion olympique de lutte gréco-romaine.
- Rakhat Aliev (1962-2015), homme politique et homme d'affaires kazakh.
- Liza Oumarova (1965-), auteure, compositrice, interprète.
- Wladimir Resnitschenko (1965-), épéiste soviétique puis allemand, champion olympique pour l'Allemagne.
- Olga Schischigina (1968-), athlète soviétique puis russe, championne olympique du 100 m haies.
- Vladimir Novikov (1970-), gymnaste soviétique, champion olympique.
- Ierjane Maïamerov (1972-), dignitaire religieux kazakh.
- Alexandre Paryguin (1973-), champion olympique de pentathlon moderne.
- Elena Likhovtseva (1975-), joueuse de tennis russe.
- Natalia Timakova (1975-), journaliste russe.
- Dmitriy Fofonov (1976-), coureur cycliste kazakh.
- Bakhyt Sarsekbayev (1981-), boxeur kazakh.
- Sofia Velikaïa (1985-), escrimeuse russe.
- Eugen Bauder (1986-), acteur allemand et un mannequin international.
- Sergei Ostapenko (1986-), joueur kazakh de football.
- Ruslana Korshunova (1987-2008), mannequin kazakh.
- Zulfiya Chinshanlo (1993-), haltérophile kazakhe.
- Zarina Diyas (1993-), joueuse de tennis kazakhe.
- Denis Ten (1993-2018), patineur artistique kazakh.

## Sports

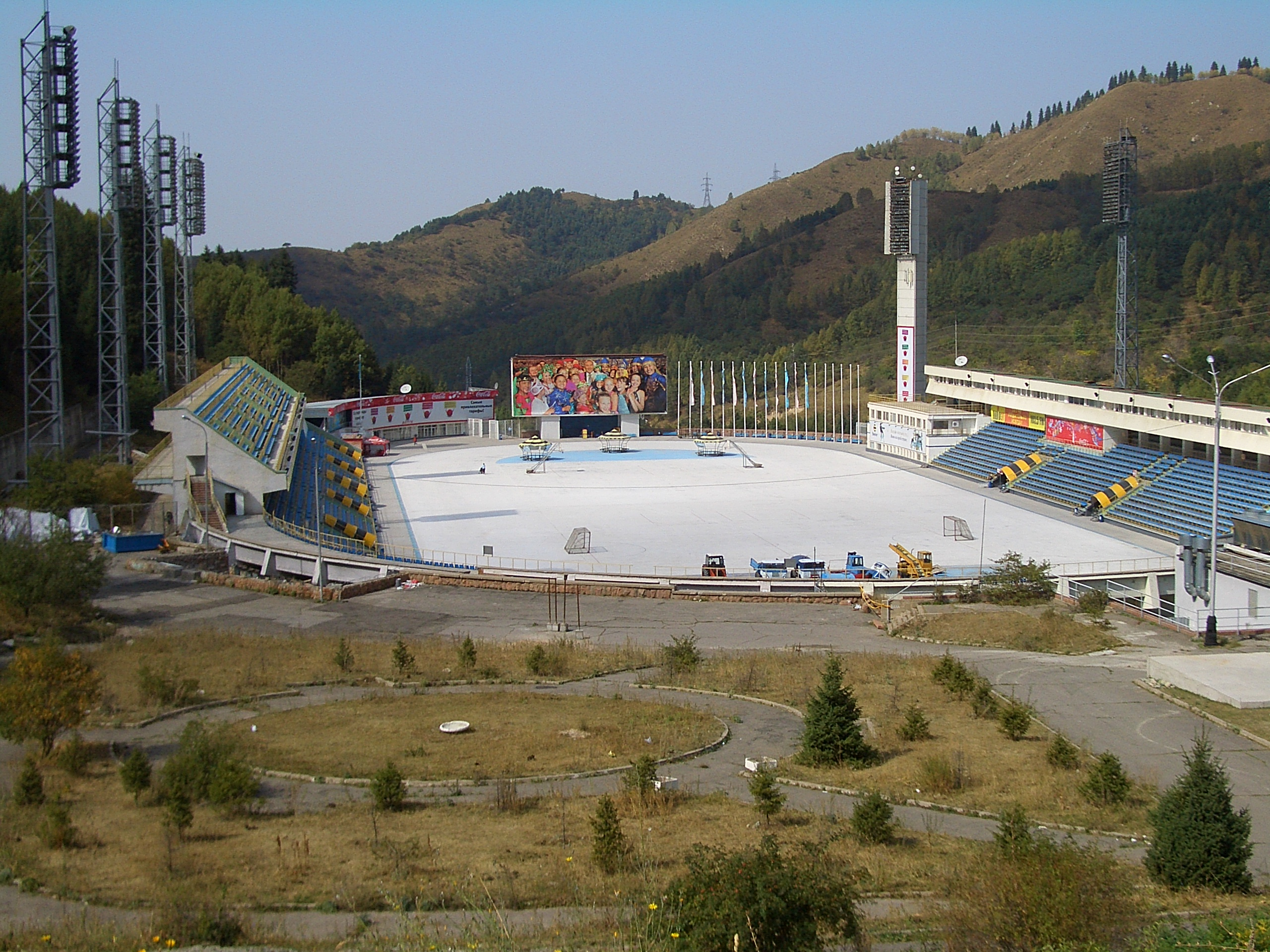
Patinoire de Medeo.

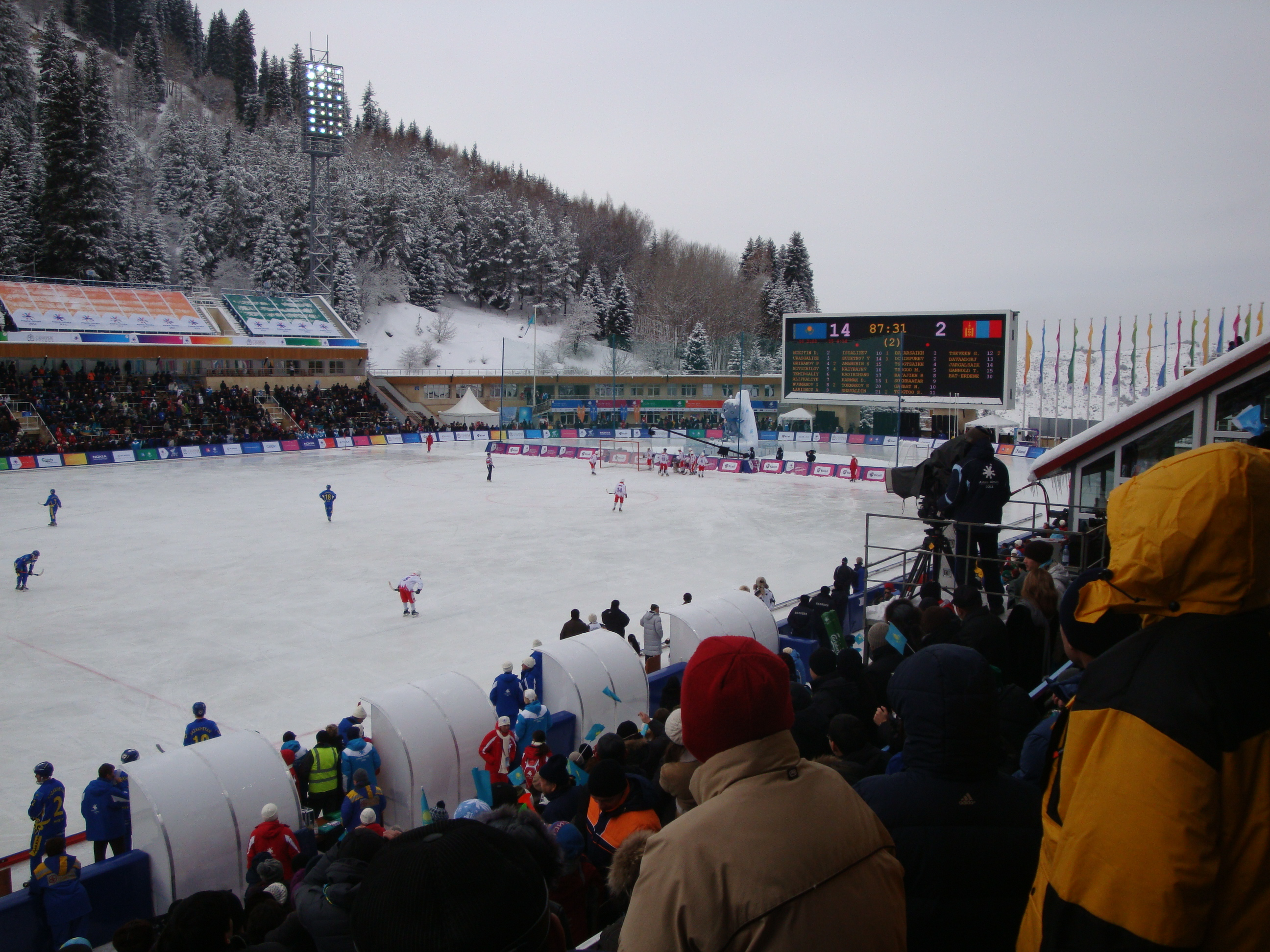
Finale de Bandy aux Jeux asiatiques d'hiver de 2011.

Alexandre Vinokourov, le plus grand cycliste du pays, a été formé à l'école nationale des sports de Alma-Ata. La station olympique de sports d'hiver Medeo, qui comprend une patinoire gigantesque, est à proximité. Bâtie pour l'entraînement des athlètes soviétiques, c'est aujourd'hui l'un des lieux de rassemblement favoris des habitants d'Almaty.
Almaty accueille les Jeux asiatiques d'hiver de 2011 et était ville candidate pour l'organisation des Jeux olympiques d'hiver de 2014. De nouveau candidate pour ceux de 2022, elle a perdu face à Pékin.
La haute montagne de la chaîne de l'Alataou de Talas est accessible à partir de la station de Chimbulak, à vingt kilomètres au sud d'Almaty.
Les grands clubs de football d'Almaty sont le FC Kairat Almaty et le FK Astana (anciennement FC Alma-Ata, qui a déménagé à Nour-Soultan en 2009).
La ville accueille la super finale de la Ligue mondiale de water-polo masculin en juin 2012.

## Jumelages
La ville d'Almaty est jumelée avec, dans l'ordre chronologique de signature de l'accord de coopération ou de jumelage :
- Tucson (États-Unis) depuis le 2 juin 1989 ;
- Rennes (France) depuis le 14 avril 1991 ;
- Taegu (Corée du Sud) depuis 1991 ;
- Moscou (Russie) depuis le 3 octobre 1994 ;
- Kazan (Russie) depuis le 8 février 1996 ;
- Saint-Pétersbourg (Russie) depuis le 1er mars 1996 ;
- Bichkek (Kirghizistan) depuis 1997 ;
- Minsk (Biélorussie) depuis le 18 février 1998 ;
- Vilnius (Lituanie) depuis le 3 mars 1998 ;
- Istanbul (Turquie) depuis le 2 avril 1998 ;
- Riga (Lettonie) depuis le 22 octobre 1998 ;
- Tel Aviv (Israël) depuis le 7 décembre 1999 ;
- Budapest (Hongrie) depuis le 1er juin 2003 ;
- Alexandrie (Égypte) depuis le 3 novembre 2003 ;
- Ürümqi (Chine) ;
- Meknès (Maroc) ;
- État Fédéral d'Autriche (Autriche) depuis novembre 2003 ;
- Varna (Bulgarie) depuis le 24 juin 2004.

| Ville | Ville              | Pays | Pays            | Période                    |
| ----- | ------------------ | ---- | --------------- | -------------------------- |
|       | Antalya            |      | Turquie         |                            |
|       | Bichkek            |      | Kirghizistan    |                            |
|       | Daegu,             |      | Corée du Sud    | depuis le 26 novembre 1990 |
|       | Djeddah            |      | Arabie saoudite |                            |
|       | Istanbul           |      | Turquie         | depuis 1998                |
|       | Meknès             |      | Maroc           |                            |
|       | Modène             |      | Italie          |                            |
|       | Mogadiscio         |      | Somalie         |                            |
|       | Rennes             |      | France          | depuis 1991                |
|       | Riga               |      | Lettonie        | depuis 1998                |
|       | Rosario            |      | Argentine       | depuis le 26 novembre 2019 |
|       | Saint-Pétersbourg, |      | Russie          | depuis 1996                |
|       | Tachkent           |      | Ouzbékistan     |                            |
|       | Tel Aviv           |      | Israël          |                            |
|       | Tucson             |      | États-Unis      | depuis 1989                |
|       | Vilnius,           |      | Lituanie        | depuis le 3 mars 1998      |
|       | Ürümqi             |      | Chine           | depuis 2003                |